# コネ
コネとは、入学・就職・商取引などに手蔓として利用される任意による縁故関係。

## 由来
英語の「コネクション」(connection) に由来し、「コネ」の意味では英語ではふつう複数形で使用する。例えば「彼はその会社にコネがある」は "He has connections with the company." のようにいう。

## 意味
決定権を有する者の主観あるいは独断によって、「考慮される必要が無い」というより「考慮してはならない」要素が任意の意思決定に導入されることで、第三者の視点からは客観性と正当性を欠く結果が出される事象。具体的には、就職や進学の際に主として血縁者や人脈、および主従といった要素が導入され、能力あるいは明文化された取引条件とは無縁な結果が生じる事を指す場合が多い。血縁者である場合、「親の七光り」と同義とされる事がある。

### 典型例
- 学業成績等が芳しくないのにもかかわらず、縁者（多くの場合は親）が同校の出身である場合、（縁者が著名人または社会的地位の高い人物であるほど）入学選考が有利に働く傾向にある。
- 学業成績等が芳しくないのにもかかわらず、縁者が大企業の重役であるという理由で就職活動が有利になる場合（放送局、広告代理店等のマスコミでも、縁者が政治家や芸能人、スポーツ選手や大手スポンサー企業の重役等という理由で就職が有利になる場合がある）。
- 能力や経験、実績が無いのにもかかわらず賞を受賞したり、縁者が特定の分野で業績を上げているという理由でその分野に参入、従事できる場合。特に歌手、俳優、映画監督といったエンターテインメントの分野では、その過程が世間の耳目を集め、批判の対象となる事も多い。
- 親族や親戚が市区町村役場や都道府県庁に勤務していたり、地方議員に口利きをすれば、本来ならば公募かつ、公開抽選の公営住宅に無条件で入居することが可能な特別枠が存在する。